# Baby Love (遠藤舞の曲)
「Baby Love」（ベイビー・ラブ）は、日本の女性ポップシンガー・遠藤舞の楽曲および通算3枚目のシングル。2014年8月6日にbinyl recordsからリリース。楽曲の制作は「OKAMOTO'S」のメンバー オカモトショウが担当。

## 背景・制作
女性ポップ・ロックアーティスト・遠藤舞による、前作「MUJINA」から3ヶ月後にリリースした3rdシングル。
1stシングルから表題曲はすべて、実力派ロックバンド・メンバーとのコラボを続けており、今作はロックバンド「OKAMOTO'S」のメンバー オカモトショウによる提供で、OKAMOTO'S自体も演奏とコーラスで収録参加した。遠藤自身もピアノで演奏参加していて、ソロデビュー時より掲げている「ピアノポップロック」のスタイルを展開している。
サウンドは、愛らしくレトロなアメリカンポップス風となっており、夏らしい軽快なイメージで仕上がっている。

## リリース
楽曲のシングルCDは、Type-A・B・Cの3形態でリリースされ、Type-Aにはインタビュー映像などを収録したDVD、Type-Bにはブックレットが付属する。

## プロモーション
楽曲のプロモーションで、以下のメディアに出演した。
TV番組
- 最新最速エンタメタイム CDET!（2014年8月9日、MUSIC ON! TV）
- ミューサタ（2014年8月15・22日、フジテレビ）
- Kingspe（2014年8月29日、鹿児島放送）

配信番組
- WEッス!（2014年8月4日、AmebaStudio）

ラジオ番組
- bay dream（2014年7月23日、FMヨコハマ）
- ミュージックパトロール チェキラ!（2014年8月2日、NHKラジオ第1）
- Z-POP STREET（2014年8月4日 - 28日、ZIP-FM）
- KEIYOGINKO POWER COUNTDOWN JAPAN HOT 30（2014年8月9日、bayfm）
- キラメキ ミュージック スター「キラスタ」（2014年8月25日、NACK5）

## ライブ・パフォーマンス
リリースを記念したインストアイベント・ミニライブが、以下の日時・場所で実施した。
｢Baby Love」リリース記念イベント
- 2014年7月27日 青海ヴィーナスフォート 2F教会広場
- 2014年8月2日 タワーレコード新宿 7F
- 2014年8月3日 丸の内丸ビル 1Fマルキューブ
- 2014年8月6日 アキバ☆ソフマップ1号店 8F
- 2014年8月8日 ラゾーナ川崎プラザ 2Fルーファ広場グランドステージ

以下のイベントに出演して、楽曲や「Forget-me-not」をライブ披露した。『イナズマロックフェス2014』では、パーソナルバンドを結成して出演している。
- Tokyo FM公開ライブ「HAPPY CAFE」（2014年7月21日、原宿café STUDIO）
- 遠藤舞 ソロデビュー1周年記念ライブ『一歳楽祭』（2014年7月31日 南青山CAY）
- 東京ドイツ村SUMMER FESTA 2014 夕暮れライブ（2014年8月14日、東京ドイツ村）
- イナズマロックフェス2014（2014年9月14日、滋賀県草津市烏丸半島芝生広場）

## カバー
Type-B収録のカップリング曲「Forget-me-not」は、ロックシンガー尾崎豊の3rdアルバム『壊れた扉から』収録のカバー曲。
ピアノ講師だった実父との、ピアノ演奏で共演したアレンジとなっている。こちらは、リリース前に先立った上記のTokyo FM公開ライブや、ソロデビュー1周年記念ライブの場で先行披露した。

## シングル収録トラック
| #         | タイトル       | 作詞・作曲     | 編曲      | 時間 |
| --------- | -------------- | -------------- | --------- | ---- |
| 1.        | 「Baby Love」  | オカモトショウ | OKAMOTO'S | 3:12 |
| 2.        | 「Be the one」 | NATSUMI(夏海)  | 大西克巳  | 4:24 |
| 合計時間: | 合計時間:      | 合計時間:      | 合計時間: | 7:36 |

| #  | タイトル                           | 作詞 | 作曲・編曲 |
| -- | ---------------------------------- | ---- | ---------- |
| 1. | 「Long Interview」                 |      |            |
| 2. | 「Forget-me-not」(a cappella ver.) |      |            |

| #         | タイトル          | 作詞・作曲     | 編曲      | 時間  |
| --------- | ----------------- | -------------- | --------- | ----- |
| 1.        | 「Baby Love」     | オカモトショウ | OKAMOTO'S | 3:12  |
| 2.        | 「Be the one」    | NATSUMI(夏海)  | 大西克巳  | 4:25  |
| 3.        | 「Forget-me-not」 | 尾崎豊         |           | 4:21  |
| 合計時間: | 合計時間:         | 合計時間:      | 合計時間: | 11:59 |